# قانون مكافحة التنمر

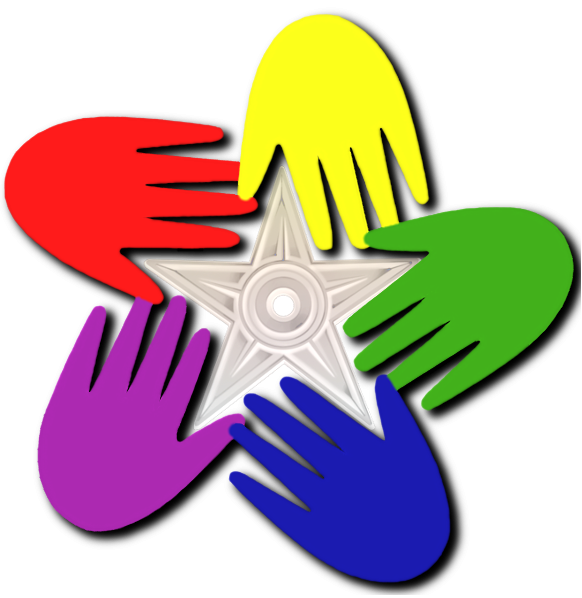
شعار مكافحة التنمر

قانون مكافحة التنمر هو تشريع تم سنه للمساعدة في الحد من ثقافة التنمر والقضاء عليها. قد يكون هذا التشريع وطنيًا أو دوليًا ويهدف عادة إلى إنهاء التنمر في المدارس أو أماكن العمل.

## الولايات المتحدة
أقرت جميع الولايات الخمسين في الولايات المتحدة تشريعًا لمكافحة التنمر في المدارس، أولها جورجيا في عام 1999. وأخرها ولاية مونتانا التي تبنت تشريعًا لمكافحة التنمر في أبريل 2015. تدافع منظمة Bully Police USA الرقابية عن تشريع مكافحة التنمر والإبلاغ عنه.
أقر المجلس التشريعي لولاية داكوتا الشمالية القانون، ووقّعه حاكم الولاية جاك دالريمبل ليصبح قانونًا في 22 أبريل 2011، يحدد بموجبه سياسات المنع للمدارس الحكومية في ولاية. وقد تم الثناء على الولاية لقانونها الجديد. وقبل إقراره، أصدرت ولاية داكوتا الشمالية تشريعا لمكافحة التنمر.
تم تعزيز تشريع جورجيا لمكافحة التنمر في عام 2010 بإصدار قانون مجلس الشيوخ رقم 250، الذي تضمن حكماً يسمح للمتهمين بالتنمر ضد طالب آخر بالانتقال إلى مدرسة أخرى من أجل فصل الجاني عن ضحية التنمر.

## كندا
اعتمدت كندا موجب القانون في عام 2012. من خلال اعتمدته في حكومة مقاطعة كيبيك لمكافحة التنمر والذي دخل حيز التطبيق في نفس العام. كما ناقش السياسيون الفيدراليون في نفس الآن قواعد الاستراتيجية الوطنية لمكافحة التنمر.

## النمسا
في النمسا، تفرض القوانين على المعلمين واجب الرعاية القانونية لضمان سلامة ورفاهية طلابهم. وبالتالي، فعلى المعلمين الالتزام مهنيا وأخلاقيا من خلال التدخل في حوادث التنمر.

## الفلبين
صدر قانون الجمهورية 10627 أو قانون مكافحة التنمر لعام 2013 من قبل الرئيس السابق بنيغنو آكينو في 6 سبتمبر 2013.
يشترط القانون على جميع المدارس الابتدائية والثانوية في البلاد اعتماد سياسة لمكافحة التنمر. وفقًا لدراسة أجرتها منظمة الخطة الدولية عام 2008، فإن ٪50 من تلاميذ المدارس في الفلبين تعرضوا للتنمر من قبل أساتذتهم أو أقرانهم.

## تشيلي
في 7 سبتمبر 2011، وافق كونغرس التشيلي على «قانون العنف المدرسي» الذي عدل القانون العام للتعليم لوضع تعريفات وإجراءات وعقوبات واضحة للعنف المدرسي والتنمر.
يُعرَّف التنمر بموجب القانون بأنه أي اعتداء أو مضايقة متكررة تحدث داخل أو خارج المؤسسة التعليمية، من قبل طالب أو مجموعة تجاه شخص اخر، مما يتسبب في سوء المعاملة أو الإذلال أو الخوف. يمكن ارتكاب التنمر شخصيًا أو بأي وسيلة أخرى، بما في ذلك التنمر على الإنترنت. يتعين على المؤسسات التعليمية إنشاء لجنة للتعايش المدرسي الجيد (Comité de Buena Convivencia Escolar) تكون مسؤولة عن إدارة واتخاذ جميع التدابير اللازمة لضمان حياة مدرسية خالية من العنف.